# 島司
島司（とうし）は古代及び近代の日本に置かれた行政の職。古代の職では「嶋司」と書くこともある。

## 古代
西海道（九州）では筑紫七国（筑前国、筑後国、肥前国、肥後国、豊前国、豊後国、日向国）が成立した後、大宝元年（701年）に日向国から薩摩国を分割し、さらに和銅6年（713年）に日向国の4郡を大隅国として分割した。この七国に壱岐、対馬、多禰（多褹）の三つの嶋（島）を加えた九国三島制が成立した。
この対馬嶋（対馬島）、壱岐嶋（壱岐島）、多禰嶋（種子島及び屋久島）は、島であるととも下位に郡や里が存在する「国」に相当する行政区画であった。これらの地域には島司（嶋司）が置かれ、官寺も国分寺ではなく嶋分寺が置かれた。ただし、一般の理解を得やすくするため便宜的に「嶋府」は「国府」などと置き換えられることもある。なお、佐渡島、隠岐島、淡路島には、他の国と同じように佐渡国、隠岐国、淡路国が置かれた。
律令制では中央政府による諸国直轄を原則としたが、九国三島制が成立した九州では大宰府を総管とする体制が整備された。養老6年（722年）4月には、大隅、薩摩、壱岐、対馬、多禰（多褹）の国司や島司が欠員した場合には、大宰府から権補する制度が設けられた。

## 近代
1880年（明治13年）4月8日、郡区町村編制法に3か条が追加され、第7条で「此編制法ヲ施行シ難キ島嶼ハ其制ヲ異ニスルヲ得」と定められた。そして1886年（明治19年）7月20日に公布された地方官官制（勅令第5号）第46条で、長崎県、鹿児島県やその他指定する地域には島司を設置することとされた。同第47条で島司は奏任三等以下とされた。
1889年（明治22年）1月16日、内務大臣が町村制を施行しない島嶼を指定した（次のとおり）。
- 東京府管下 - 小笠原島、伊豆七島
- 長崎県管下 - 対馬国
- 島根県管下 - 隠岐国
- 鹿児島県管下
  - 大隅国大島郡 大島、徳ノ島、喜界島、沖永良部島、与論島
  - 薩摩国川辺郡 硫黄島、黒島、竹島、口之島、臥陀島、平島、中之島、悪石島、諏訪ノ瀬島、宝島

1890年（明治23年）10月10日に改正された地方官官制（勅令第225号）で、島司は奏任二等以下に格上げされ、警察事務も取り扱い、部内町村長を指揮監督することになった。なお、島嶼ごとの町村制度は全国一律ではなく個別的に勅令で改正された。
1907年（明治40年）3月15日の沖縄県及島嶼町村制（勅令第46号）が公布され、1908年（明治41年）4月1日には日本国内のほとんどの地域に市制・町村制が施行された。このときに適用除外になった北海道の一部、東京府の大島と八丈島、長崎県の対馬、鹿児島県の奄美・トカラ、沖縄県の大東島地域でもその後順次町村制が施行された。
1926年（大正15年）6月3日に改正された地方官官制（勅令第147号）で、島地など交通不便な地には府県支庁を設置することになり島庁は廃止された。